# GEM (Asia)
GEM TV Asia (anteriormente conocido como Sony GEM ) es un canal de televisión de pago propiedad de KC Global Media Asia. El canal se lanzó por primera vez en Vietnam el 1 de enero de 2014 y posteriormente se implementó en otros países del sudeste asiático. El canal transmite su programación con subtítulos en los idiomas locales.
El 21 de febrero de 2019, el canal se cerró en Vietnam debido a la baja audiencia.
El 18 de marzo de 2020, tanto GEM como ONE cambiaron de marca, con fuentes más nuevas para su logotipo y sin el logotipo "S" estilizado.